# Топловодни риби
Топловодни риби е сборно несистематично наименование на някои от видовете риби от различни семейства. Основни представители на тази група са шарана, белия амур, белия толстолоб, пъстрия толстолоб, сома и др. Общото между тях е, че те обикновено обитават долните и средните течения на реките, равнинните водоеми които са с по-ниско съдържание на кислород и по висока температура, от където идва и наименованието им топловодни.

## Стопанско значение
Всички от изброените риби имат голямо стопанско значение и са широко застъпени в рибовъдството, а също така с останалите представители от топловодни са обект на спортния риболов. Подходящи за отглеждане са в рибовъдни стопанства с параметри на кислорода:4-6 мг/л и температура:20-30 °C, поради това се наричат топловодни стопанства, а заради основните видове отглеждани в тях: шаранови.